# 新田典生
新田典生（日语：／ Nitta Norio，1972年—），日本男性動畫演出家、動畫導演。OLM所屬。出身於岩手縣。

## 來歷、人物
新田典生從小就熟悉製作塑膠模型和其他東西，他在大學加入了動畫研究社，並對漫畫和動畫行業產生了興趣。大學畢業後，他在家鄉岩手縣的一家模具製作工廠工作，偶然拿起一本資訊雜誌，看到了OLM的職缺，被「要一起製作動畫嗎？」的文案所吸引，他決定換工作。
2002年5月，他加入OLM。從《劇場版 神奇寶貝：水都的守護神 拉帝亞斯和拉帝歐斯》的製作進行開始，主要從事電影版神奇寶貝的製作。最終，他意識到自己想參與故事編導，所以他參加了內部導演考試。考試期間，他在兩週內為一集《神奇寶貝鑽石&珍珠》繪製了700個分鏡，通過了考試，開始了導演生涯。
參加《紙箱戰機》時，得到了導演高橋直人的指導，他還擁有導演《紙箱戰機WAR》分鏡的經驗，並被任命為助理導演。本身的導演處女作是《見習神仙精靈》，並於2015年開始播出。
在導演時，他有這樣的意識「嚴肅的戲要很嚴肅，搞笑的戲要盡情發揮」。
2018年9月至2019年9月，繼續擔任神仙精靈系列第2部《KIRA KIRA HAPPY★ 打開吧！見習神仙精靈》的導演。隔年2019年起，他繼續擔任同系列第3部《萬物之神 神仙精靈》的導演。

## 參加作品

### 電視動畫
2002年
- 神奇寶貝 Side Story（—2004年，製作進行）
- 神奇寶貝超世代（—2006年，製作進行）

2005年
- ToHeart2（—2006年，製作主任）
- 怪醫美女RAY THE ANIMATION（—2006年，製作主任）

2006年
- 神奇寶貝鑽石&珍珠（—2010年，分鏡、演出）

2007年
- 最棒！塔麻可吉！（—2008年，分鏡、演出）

2008年
- 閃電十一人（—2011年，演出、OP演出）

2011年
- 紙箱戰機（—2012年，分鏡、演出、OP演出、ED演出）

2012年
- 紙箱戰機W（—2013年，分鏡、演出、OP演出）

2013年
- 紙箱戰機WARS（導演補佐、分鏡、演出、OP演出、ED分鏡&演出）

2014年
- GO-GO 塔麻可吉！（—2015年，演出）

2015年
- 妖怪手錶（分鏡）
- 見習神仙精靈（—2018年，導演[2]、分鏡、OP1分鏡&演出、ED1分鏡&演出）

2018年
- KIRA KIRA HAPPY★ 打開吧！見習神仙精靈（—2019年，導演[3]、分鏡）

2020年
- 棒球大聯盟2nd（分鏡）

2021年
- 奇巧計程車（副導演）
- 異世界食堂2（分鏡、演出）

2022年
- 與變成了異世界美少女的大叔一起冒險（動畫監修、分鏡、演出）
- Love All Play（分鏡）

2023年
- 成為悲劇元凶的最強異端，最後頭目女王為了人民犧牲奉獻（導演[4]、分鏡）

2024年
- 月刊妄想科學（分鏡、演出）
- 地下城中的人（分鏡、演出）
- 戰鬥陀螺X（分鏡）

### 電影動畫
2002年
- 劇場版 神奇寶貝：水都的守護神 拉帝亞斯和拉帝歐斯（製作進行）

2003年
- 劇場版 神奇寶貝：七夜的許願星 基拉祈（製作進行）

2004年
- 劇場版 神奇寶貝：裂空的訪問者 代歐奇希斯（製作進行）

2006年
- 劇場版 動物之森（設定製作）

2007年
- 劇場版 神奇寶貝：決戰時空之塔 帝牙盧卡VS帕路奇犽VS達克萊伊（設定製作）
- 劇場版 塔麻可吉：DOKI DOKI！星球大暴走!?（日语：えいがでとーじょー! たまごっち ドキドキ! うちゅーのまいごっち!?）（設定製作）

2010年
- 劇場版 閃電十一人：最強軍團王牙來襲（演出）

2012年
- 劇場版 閃電十一人GO VS 紙箱戰機W（演出）

2014年
- 劇場版 妖怪手錶：誕生的秘密喵！（演出）

2017年
- 劇場版 見習神仙精靈：引發奇蹟吧♪特普露與心跳神仙精靈界！（導演[5]）

### 網路動畫
2019年
- 萬物之神 神仙精靈（—2020年，導演[6]）

## 相關項目
- OLM
- 日本動畫師列表（日语：アニメ関係者一覧）